# 목성 트로이군 목록 (트로이 측)
| 목성 트로이군 행성의 궤도 태양 | 힐다족 소행성대 근지구 소행성 |

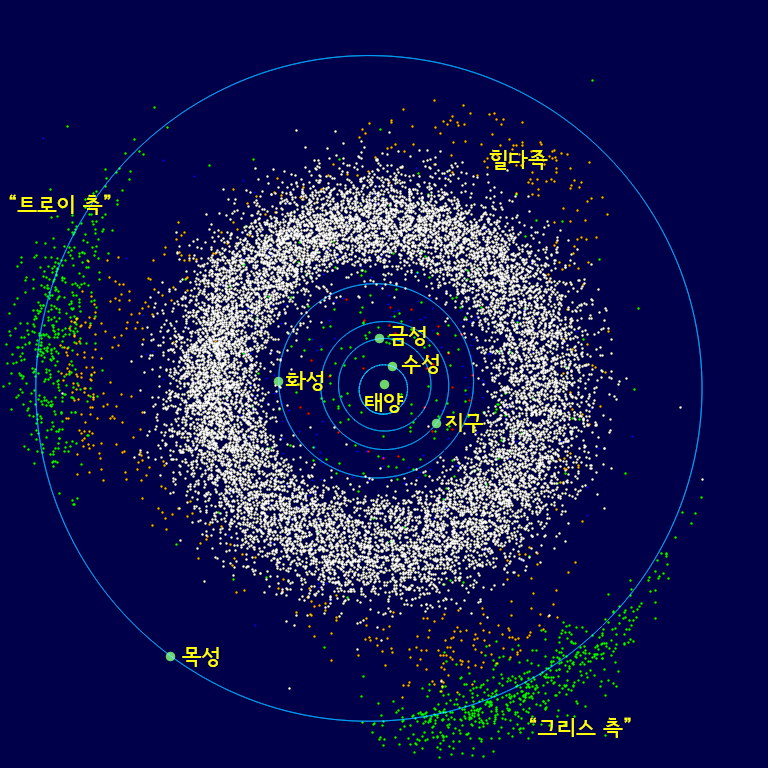
내태양계와 목성의 소행성.

이 문서는 목성 트로이군 중 트로이 측에 있는 천체로, 목성에서 60° 뒤에 있는 L5 라그랑주점에 위치한 천체를 말한다.
617 파트로클로스를 제외하고 L5에 있는 모든 소행성은 트로이 전쟁에서 트로이 측 참가자의 이름을 따며, 파트로클로스는 이 명명 규칙이 정해지기 전 이름이 붙여졌다. 이에 대응되게끔 그리스 측(L4)의 소행성 624 헥토르에는 트로이 측 인물의 이름이 붙어 있다.
그리스 측과 트로이 측 소행성은 120° 떨어져 있어, 한 측이 태양 뒤에 위치하면 다른 측이 보이기 때문에, 그리스 측과 트로이 측 소행성은 통상 교대로 발견된다.
- 목성 트로이군 목록 (트로이 측)  (1–100000)
- 목성 트로이군 목록 (트로이 측)  (100001–200000)
- 목성 트로이군 목록 (트로이 측)  (200001–300000)
- 목성 트로이군 목록 (트로이 측)  (300001–400000)
- 목성 트로이군 목록 (트로이 측)  (400001–500000)
- 목성 트로이군 목록 (트로이 측)  (500001–600000)